# Аптский ярус
| система | отдел    | ярус          | Ниж. граница, млн лет |
| --- | -------- | ------------- | --------------------- |
| Палеоген | Палеоцен | Датский       | 66,0                  |
| Мел | Верхний  | Маастрихтский | 72,2 ±0,2             |
| Мел | Верхний  | Кампанский    | 83,6 ±0,2             |
| Мел | Верхний  | Сантонский    | 85,7 ±0,2             |
| Мел | Верхний  | Коньякский    | 89,8 ±0,3             |
| Мел | Верхний  | Туронский     | 93,9 ±0,2             |
| Мел | Верхний  | Сеноманский   | 100,5 ±0,1            |
| Мел | Нижний   | Альбский      | 113,2 ±0,3            |
| Мел | Нижний   | Аптский       | 121,4 ±0,6            |
| Мел | Нижний   | Барремский    | 125,77*               |
| Мел | Нижний   | Готеривский   | 132,6 ±0,6            |
| Мел | Нижний   | Валанжинский  | 137,05 ±0,2           |
| Мел | Нижний   | Берриасский   | 143,1 ±0,6            |
| Юра | Верхняя  | Титонский     | больше                |
| Деление и золотые гвозди в соответствии с IUGS по состоянию на декабрь 2024 года *Золотой гвоздь отмечен в шкале, но в действительности ещё не ратифицирован. |          |               |                       |

Аптский ярус (апт) — пятый снизу ярус нижнего отдела мелового периода. Охватывает временной участок примерно от 121,4 до 113,0 миллионов лет назад. Разделяется на два подъяруса — бедульский (нижний) и гаргазский (средний или верхний). 
В связи с включением в апт клансейского горизонта (ранее относимого к альбу), некоторые стратиграфы выделяют его в третий — клансейский подъярус (самый верхний). Разделён также на восемь зон: Hypacanthoplites jacobi, Nolaniceras nolani, Parahoplites melchioris, Epicheloniceras subnodosocostatum, Duffrenoyia furcata, Deshayesites deshayesi, Deshayesites weissi, Deshayesites oglanlensis. Название происходит от города Апт во Франции. Впервые выделен Альсидом д’Орбиньи в 1840 году.

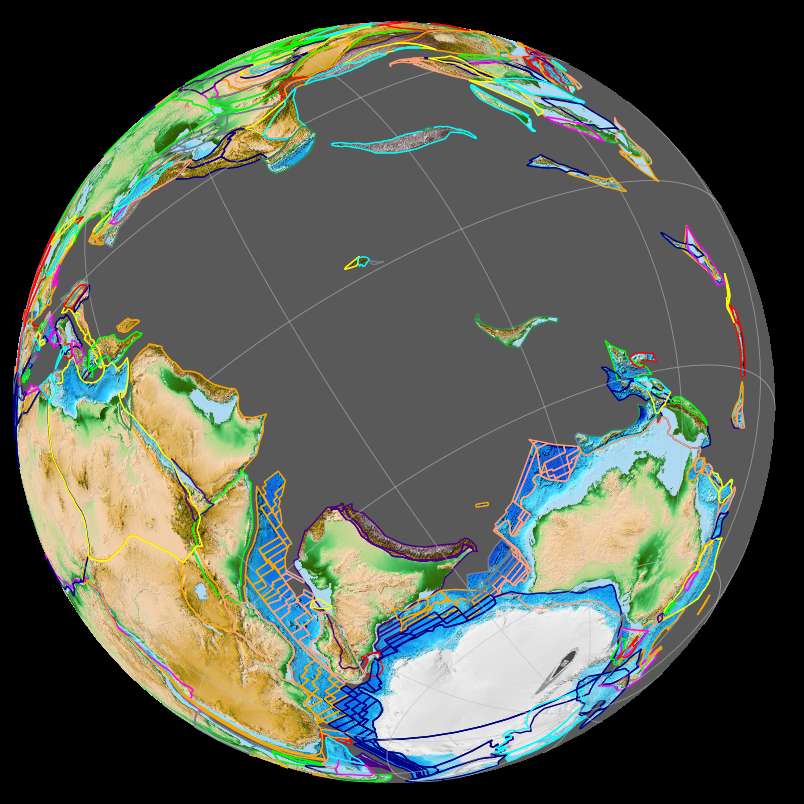
Индостан с Мадагаскаром 120 млн лет назад; первая океаническая кора между Индией и Антарктидой

Примерно 120 млн лет назад произошло аптское аноксическое событие (OAE 1a, Selli Event, или событие Селли в честь итальянского геолога Раймондо Селли). Около 116 миллионов лет назад средняя температура на планете упала на 5°С, глобальное похолодание продлилось больше миллиона лет. Затем опять началось потепление — вулканы Индийского океана стали накачивать в атмосферу углерод.